# 库尔班阿吉·卡伊马克
库尔班阿吉·卡伊马克（？—？），男，维吾尔族，新疆和田人，中华民国商人、教育家。

## 生平
1913年，和田商人库尔班阿吉·卡伊马克聘请在新疆喀什噶尔任教的土耳其籍教师伊斯马依尔·艾克在和田“阿勒屯鲁克麻扎迈德力斯”开办了一所“扎吉德”学校，该校存在至1915年。这是和田地区较早出现的一所“扎吉德”学校，对推动和田新式教育发展起到重要影响。
1933年2月，穆罕默德·伊敏统治和田后，土耳其的泛突厥主义、泛伊斯兰主义组织专门派库尔班阿吉·卡伊马克送来一面月牙五星天蓝色旗。伊敏将该旗定为“和田伊斯兰共和国”国旗，并很快建立了“卡孜”制度，成立了各级宗教法庭，以伊斯兰教法作为法律。